# Copestylum lucilia
Copestylum lucilia är en tvåvingeart som först beskrevs av Hull 1950.  Copestylum lucilia ingår i släktet Copestylum och familjen blomflugor.
Artens utbredningsområde är Peru. Inga underarter finns listade i Catalogue of Life.